# جیمز کلارک ماکسول

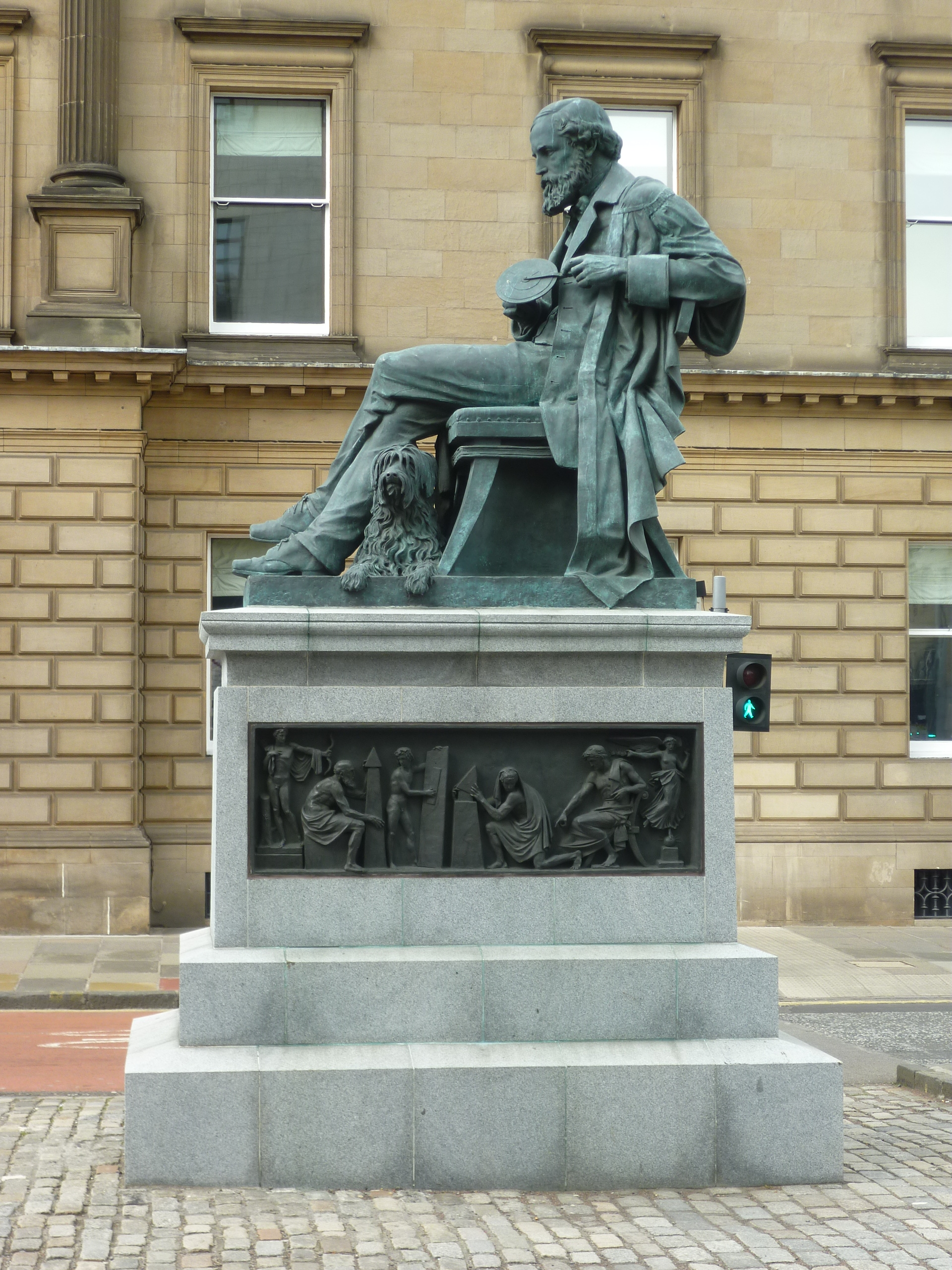
بنای یادبود جیمز کلرک ماکسول در ادینبورگ، توسط الکساندر استودارت. به سفارش انجمن سلطنتی ادینبورگ؛ در سال ۲۰۰۸ رونمایی شد

جِیمز کلارک ماکسوِل (انگلیسی: James Clerk Maxwell؛ زاده ۱۳ ژوئن ۱۸۳۱ در ادینبورگ – درگذشته ۵ نوامبر ۱۸۷۹ در کمبریج)، فیزیک‌دان اهل اسکاتلند بود. مهم‌ترین دستاورد او، فرمول‌بندی نظریه کلاسیک امواج الکترومغناطیسی و گردآوردن الکتریسیته، مغناطیس و نور برای نخستین بار، به عنوان جلوه‌هایی از یک پدیده بوده‌است. معادلات ماکسول، دومین یک‌پارچه‌سازی بزرگ در فیزیک، پس از نخستین آن از سوی نیوتن، به‌شمار می‌رود.
۱۸۶۵، ماکسول با انتشار «یک نظریه دینامیک برای میدان الکترومغناطیسی» نشان داد که میدان‌های الکتریکی و مغناطیسی به شکل امواجی با سرعت نور در فضای آزاد حرکت می‌کنند. او بنیان‌گذار رشته نوین مهندسی برق شناخته می‌شود.
ماکسول همچنین به گسترش توزیع ماکسول–بولتزمن، روشی استاتیکی برای بیان نظریه جنبشی‌مولکولی گازها کمک کرد.

## زندگی
نبوغ ماکسول در ریاضیات، در کودکی آشکار شد که بعدها آن را در بسیاری از حوزه‌ها به کار گرفت. او در چهارده سالگی، نوشتاری دربارهٔ بیضی منتشر کرد. ۱۸۵۴، ماکسول پس از تکمیل تحصیلات در دانشگاه ادینبورگ و کمبریج، نخستین استاد علوم طبیعی در دانشگاه اسکاتلند و سپس کمبریج شد.
او نظریه الکترومغناطیس را کامل و فرمول‌بندی کرد. این فرمول‌بندی ریاضی، امروزه معادلات ماکسول نامیده می‌شود. این معادله‌ها موج‌های الکترومغناطیسی را پیش‌بینی می‌کنند. ماکسول نظریه‌ای توسعه داد که ذره‌ای‌بودن نور نیوتون را به چالش می‌کشید. بعدها، هاینریش رودلف هرتز خاصیت موجی نور را با آزمایش نشان داد، که امروزه مبنای سیستم‌های مخابراتی مانند رادیو، تلویزیون، تلفن همراه، شبکه بی‌سیم، و مایکروفر است.
دومین زمینه پژوهشی ماکسول، تئوری جنبشی گازها (مکانیک آماری) بود و توزیع بولتزمن-ماکسول به نام اوست. او افزون بر دستاوردهایش در گازها که به نظریه جنبشی گازها انجامید، روی ترمودینامیک کار کرد و چندین فرمول بنیادی را پیش نهاد. در ترمودینامیک، روابط ماکسول از آثار اوست.
بزرگ‌ترین دستاورد ماکسول، کشف و فرمول بندیِ معادلات حاکم بر الکترومغناطیس بود. او نخستین کسی بود که نشان داد نور، موج الکترومغناطیسی است، و امواج الکترومغناطیسی امروزی را پیش‌بینی کرد.
ماکسول چندین سال بر اثر بیماری خانه‌نشین شد. او در ۳۰ سالگی، تقریباً بیشتر کارهایش را به انجام رسانده‌بود و در ۴۸ سالگی درگذشت.